# قمي المسام
قمي المسام (الاسم العلمي: Acropora) هو جنس من اللاسعات يتبع فصيلة قميات المسام من رتبة المرجانيات الصلبة.

## أنواع قمي المسام
- قمي المسام الأحمر
- قمي المسام الأسطواني
- قمي المسام البنامي
- قمي المسام الخيطي
- قمي المسام الراحي
- قمي المسام الصغير
- قمي المسام اللاماركي
- قمي المسام المتقارب
- قمي المسام المشطي
- قمي المسام المنتشر
- قمي المسام الياباني
- قمي المسام قرن الأيل